# Застава Кувајта
Застава Кувајта је усвојена 7. септембра, 1961. и званично истакнута 24. новембар, 1961.
Пре 1961., застава Кувајта, као и оне других заливских земаља, била је у црвеној и белој боји. Данашња застава има на себи панарапске боје, али свака од боја је значајна и сама за себе. Црна представља победу над непријатељима, а црвена је симбол крви на кувајтским мачевима. Бела симболише чистоту, а зелена плодну земљу. Идеја за изглед заставе - хоризонтална тробојка са трапезоидом на јарболу - можда је дошла од сличне ирачке заставе коришћене до касних педесетих година.
Значења боја објашњена су у једној песми Сафија Ал-Дин Ал-Халија:
- Бела су наша дела
- Црне су наше битке
- Зелене су наше земље
- Црвени су наши мачеви

Правила истицања заставе:
- Хоризонтално: Зелена пруга би требало да буде на врху.
- Вертикално: Зелена пруга требало би да буде на десној страни заставе.

## Историјске заставе
- 1899.-1909.
- 1909.-1915.
- 1915.-1961.